# Dacia Buiucani
Dacia Buiucani (rum. Fotbal Club Dacia Buiucani) – mołdawski klub piłkarski, mający siedzibę w mieście Kiszyniów, w stolicy kraju. Obecnie występuje w Divizia Națională.

## Historia
Chronologia nazw:
- 1997: CSCТ Buiucani
- 2008: CSCA-Buiucani Kiszyniów
- 2011: FC Dacia-2 Buiucani
- 2018: FC Dacia Buiucani

Klub piłkarski CSCТ Buiucani (Clubul Sportiv Pentru Copii si Tineret Buiucani) został założony w dzielnicy Buiucani w Kiszyniowie 25 września 1997 roku. Od momentu powstania klub najpierw szkolił dzieci. W 2008 roku klub zorganizował dorosłą drużynę CSCA-Buiucani Kiszyniów. W 2011 nawiązał współpracę z klubem Dacia Kiszyniów i występował dalej jako drugi zespół Dacii z nazwą Dacia-2 Buiucani. Dopiero w 2018, po tym jak Dacia Kiszyniów zrezygnowała z występów w najwyższej lidze, dorosły zespół z nazwą Dacia Buiucani startował w Divizia B, gdzie po zajęciu drugiej pozycji w grupie Centrum zdobył promocję do pierwszej ligi. W następnym sezonie 2019 zespół zajął drugie miejsce w Divizia A i uzyskał historyczny awans do Divizia Națională.

## Barwy klubowe, strój
| Żółty | Niebieski |

Klub ma barwy żółto-niebieskie. Zawodnicy domowe spotkania zazwyczaj grają w żółtych koszulkach, żółtych spodenkach oraz żółtych getrach.

## Sukcesy

### Trofea międzynarodowe
Nie uczestniczył w rozgrywkach europejskich (stan na 31-05-2019).

### Trofea krajowe
| \| \| Zdobyte trofea w rozgrywkach Mołdawii (stan na: 31-12-2019) \| |                                                             |      |                  |
| Rozgrywki                                                            | Osiągnięcie                                                 | Razy | Sezon(y)         |
| Mistrzostwo                                                          | I miejsce                                                   | 0    |                  |
| Mistrzostwo                                                          | II miejsce                                                  | 0    |                  |
| Mistrzostwo                                                          | III miejsce                                                 | 0    |                  |
| Mistrzostwo                                                          | ?.miejsce                                                   | 1    | 2020             |
| Puchar                                                               | zdobywca                                                    | 0    |                  |
| Puchar                                                               | finalista                                                   | 0    |                  |
| Puchar                                                               | 1/32 finału                                                 | 2    | 2017/18, 2018/19 |
| II liga                                                              | I miejsce                                                   | 0    |                  |
| II liga                                                              | II miejsce                                                  | 1    | 2019             |
| II liga                                                              | III miejsce                                                 | 0    |                  |
| Mołdawia                                                             | Zdobyte trofea w rozgrywkach Mołdawii (stan na: 31-12-2019) |      |                  |

- Divizia B (D3):
  - wicemistrz (1x): 2018 (gr. "Centru")

## Poszczególne sezony

### Rozgrywki krajowe
| \| Mołdawia \| Bilans występów klubu w rozgrywkach piłkarskich Mołdawii (Stan na 31 maja 2019 r.) \| \| |                                                                                    |        |       |   |   |   |    |    |     |         |        |        |      |
| Poziom                                                                                                  | Rozgrywki                                                                          | Sezony | Mecze | Z | R | P | B+ | B– | Pkt | Lata    | Awanse | Spadki | Naj. |
| I | Divizia Națională                                                                  | 0      |       |   |   |   |    |    |     | od 2020 | 0      | 0      | ?    |
| II | Divizia A                                                                          | 1      |       |   |   |   |    |    |     | 2019    | 1      | 0      | 2    |
| III | Divizia B                                                                          | 1      |       |   |   |   |    |    |     | 2018    | 1      | 0      | 2    |
| | Puchar Mołdawii                                                                    | ?      |       |   |   |   |    |    |     | od 2018 | 0      | 0      | 1/32 |
| Mołdawia                                                                                                | Bilans występów klubu w rozgrywkach piłkarskich Mołdawii (Stan na 31 maja 2019 r.) |        |       |   |   |   |    |    |     |         |        |        |      |

## Struktura klubu

### Stadion
Klub piłkarski rozgrywa swoje mecze domowe na stadionie CSCT Buiucani w Kiszyniowie, który może pomieścić 300 widzów.

### Inne sekcje
Klub prowadzi drużyny dla dzieci i młodzieży w każdym wieku.

### Sponsorzy
Sponsorem technicznym jest hiszpańska firma Joma. Sponsorem głównym jest S.C. «Creator – Iu. Borş» S.R.L. i Berlin-Chemie Menarini.

## Kibice i rywalizacja z innymi klubami

### Kibice
Kibice klubu są zarejestrowani w stowarzyszeniu fanów klubu.

### Derby
- Zimbru Kiszyniów
- Real Succes Kiszyniów
- Sparta Kiszyniów
- Sfîntul Gheorghe Suruceni